# البطولة الوطنية للرأس الأخضر 2004
البطولة الوطنية للرأس الأخضر 2004 (بالبرتغالية: Campeonato Cabo-Verdiano de Futebol de 2004) هو الموسم 25 من البطولة الوطنية للرأس الأخضر. كان عدد الأندية المشاركة فيه 11، وفاز فيه Sport Sal Rei Club ‏.